# Sprint
Als Sprint oder Kurzstreckenlauf bezeichnet man in der Leichtathletik und anderen Sportarten, in denen es auf das Zurücklegen einer Strecke in möglichst kurzer Zeit ankommt, jene Disziplinen, in denen die größtmöglichen Geschwindigkeiten erzielt werden, die der menschliche Organismus erlaubt.

## Sprint in den einzelnen Sportarten

### Leichtathletik
In der Leichtathletik sind die Sprintstrecken 50 bis 400 Meter lang. Man unterscheidet im Allgemeinen auch zwischen Kurz- und Langsprint, wobei Strecken über 200 Metern Länge als Langsprint bezeichnet werden. Die Strecken 100, 200 und 400 Meter, 100 Meter Hürden (Frauen), 110 Meter Hürden (Männer) und 400 Meter Hürden sind olympische Disziplinen. Daneben werden bei Hallenwettkämpfen meist 50 Meter und 60 Meter Hürden gelaufen. Im Training werden auch fliegende Sprints über 20 oder 30 Meter gelaufen, das heißt, der Läufer nimmt Anlauf und hat beim Start der Zeitmessung schon volles Tempo erreicht.
Der Kurzstreckenlauf ist die älteste olympische Disziplin. Es war schon als Lauf über ein Stadion (ca. 190 Meter) Teil der griechischen Agonistik und wichtiger Bestandteil der antiken Olympischen Spiele.
Entscheidend für die Abgrenzung von Mittel- und Langstrecken ist bei den Laufstrecken der Leichtathletik die Energieversorgung: Sie erfolgt beim Sprint überwiegend durch Umsetzung energiereicher Phosphatreserven (ATP, Kreatinphosphat) und Milchsäuregärung (vgl. hierzu den Artikel Energiebereitstellung). Die hierbei erzielten Geschwindigkeiten kann der Sportler bis zu etwa 40 Sekunden aufrechterhalten. Aufgrund der Energieversorgung ist der Sprint besonders anfällig für Doping mit anabolen Steroiden und die Verwendung von Kreatin (was kein Doping darstellt).
Den Weltrekord der Männer über 100 Meter und 200 Meter hält momentan der jamaikanische Sprinter Usain Bolt. Für die 100 Meter brauchte er 2009 in Berlin 9,58 Sekunden und für die 200 Meter ebenfalls in Berlin 19,19 Sekunden.

### Schwimmen
Beim Schwimmsport gelten als Sprintstrecken 25- bis 200-Meter-Distanzen. Die Strecken 50, 100 und 200 Meter sind olympische Disziplinen. Für die Schwimm-Sprintstrecken gilt die Abgrenzung über die Form der Energiebereitstellung nur eingeschränkt, bereits die 200-Meter-Distanz ist unter diesem Kriterium als Ausdauerdistanz aufzufassen.

### Radsport
Bahnradsportler, die sich auf die Kurzzeitdisziplinen, wie z. B. Sprint (auch „Fliegerrennen“, früher „Malfahren“), Teamsprint oder Keirin spezialisiert haben, werden als Bahnsprinter bezeichnet.
Im Straßenradsport werden Fahrer als Sprinter bezeichnet, die Rennen vornehmlich im Endspurt aus größeren Gruppen heraus gewinnen, meist nach flacher Streckenführung. Diese Fahrer gewinnen in Etappenrennen oft auch die Punktewertung. Im Gegensatz zu den Bahnsprintern handelt es sich bei Straßensprintern um Ausdauersportler.

### Eisschnelllauf
Im Eisschnelllauf werden als Sprintstrecken 100, 500 und 1000 Meter gelaufen. Die 100 Meter werden derzeit nicht gelaufen, die beiden anderen Strecken sind auch olympische Disziplinen.

### American Football
Im American Football gilt der sogenannte 40-Yard-Sprint als gängigster Indikator für Beschleunigung und Geschwindigkeit eines Spielers.

### Andere Sportarten
In anderen Sportarten, etwa Rudern, Kanu oder Skilanglauf (Skisprint), ist gelegentlich in der Umgangssprache von Sprintstrecken die Rede. Allerdings sind diese Disziplinen unter dem Gesichtspunkt der Energiebereitstellung eindeutig Ausdauerdisziplinen.